# ¡Fidel!
¡Fidel! (también conocida como Fidel Castro y Fidel y el Che: La historia de dos mitos) es una miniserie televisiva histórica basada en la vida de Fidel Castro y la Revolución Cubana, dirigida por David Attwood y protagonizada por Víctor Huggo Martin, Gael García Bernal, Maurice Compte, Patricia Velasquez, Tony Plana y Cecilia Suárez. La miniserie original dura 206 minutos, pero la versión en DVD es de unos 140 minutos.
La película comienza en 1949, cuando Fidel Castro era aún un estudiante de Derecho y continúa con sus años de juventud, sus primeras actividades antigubernamentales y antiimperialistas, el asalto al cuartel Moncada, el entrenamiento en México, el desembarco del Granma, la guerra de guerrillas en la Sierra Maestra, el triunfo de la Revolución, la Crisis de los Misiles, la muerte del Che Guevara en Bolivia y concluye en 2001.

## Elenco
- Víctor Hugo Martin: Fidel Castro
- Gael García Bernal: Ernesto Guevara
- Ernesto Godoy: Huber Matos
- Patricia Velásquez: Mirta Díaz-Balart
- Cecilia Suárez: Celia Sánchez
- Maurice Compte: Raúl Castro
- Tony Plana: Fulgencio Batista
- Margarita Rosa de Francisco: Natalia Revuelta
- José María Yazpik: Camilo Cienfuegos
- Manuel Sevilla: Abel Santamaría
- Alejandra Gollás: Haydée Santamaría
- Ismael Carlo: Eduardo Chibás
- Honorato Magaloni: Fidel Castro (anciano)